# Extasy Records
Extasy Records (エクスタシーレコード, Ekusutashi Rekodo), é uma gravadora japonesa (atualmente independente), fundada em abril de 1986 por Yoshiki Hayashi, cofundador do grupo japonês de heavy metal X Japan. O primeiro lançamento da gravadora foi em 1986, com o single "Orgasm", da banda X.
Ao longo dos próximos anos, a gravadora assinou com várias bandas então pouco conhecidas, entre elas Glay e Luna Sea, que chegariam a casa dos milhões em vendas. Extasy Records também organizou uma série de eventos para promover os grupos, chamados Extasy Summits, que também apresentam bandas anteriormente assinadas que já haviam se mudado para uma grande gravadora.

## História
Yoshiki Hayashi fundou a Extasy Records, no Japão, em 1986, usando o dinheiro que ele recebeu de sua mãe, quando ela vendeu seu negócio. No ano seguinte, sua banda X Japan (então ainda chamada X) lançou seu segundo single, " Orgasm ", como o primeiro lançamento da gravadora. Em 1988, seu álbum de estreia Vanishing Vision saiu e foi um enorme sucesso para uma banda que era independente. Ao longo dos próximos dois anos a gravadora, assinou com muitas bandas que viriam a ter graus variados de sucesso e produziu seus primeiros discos, incluindo Glay, Zi: Kill, Tokyo Yankees e Ladies Room.
Em fevereiro de 1991, o companheiro de banda de Yoshiki no X Japan, viu a performance de uma banda chamada Lunacy, e os apresentou a Yoshiki, que registrou a banda na Extasy, depois eles mudaram o nome para Luna Sea e participaram da turnê da gravadora intitulada Nuclear Fusion Tour, em março com as bandas Gilles de Rais e Sighs of Love Potion. Na turnê, um CD promocional contendo 3 faixas, incluindo uma música de cada banda, foi lançado. No ano seguinte, o álbum de estreia do Luna Sea foi lançado e que realizou uma bem-sucedida turnê chamada 45 tour-data, possibilitando a banda assinar com uma grande gravadora, a MCA Victor, em maio de 1992.

## Artistas
Todos os artistas estiveram, em algum momento na gravadora.

### Extasy Records
| - Acid Bell - Brain Drive - Breath - Deep - Ex-Ans - Gilles de Rais - Glay - Hypermania - La Vie En Rose - Ladies Room - Luna Sea - P2H | - Poison/Poison Arts - Screaming Mad George & Psychosis - Sweet Death/Media Youth - The Hate Honey - The Zolge - Tokyo Yankees - Virus - X Japan - Youthquake - Zi:Kill |

### Extasy Japan

O logo do sub-selo usado pela Extasy Japan e Extasy International.

- Beast
- Revenus
- Shiro
- Shizuka Kudō

### Extasy International
- Abandoned Pools/Tommy Walter
- Aja Daashuur
- Kidneythieves
- Laura Dawn
- Red Delicious
- Sub-Bionic
- Violet